# Roger Lespagnard
Roger Lespagnard, född 24 oktober 1946, är en friidrottare från Belgien. Han deltog vid olympiska sommarspelen 1968, olympiska sommarspelen 1972 och olympiska sommarspelen 1976.